# Poręba (Jeziórko)
Poręba – część wsi Jeziórko w Polsce położona w województwie podkarpackim, w powiecie tarnobrzeskim, w gminie Grębów.
W latach 1975–1998 Poręba administracyjnie należała do województwa tarnobrzeskiego.